# Den lilla flickan i huset vid vägens slut
Den lilla flickan i huset vid vägens slut (engelska: The Little Girl Who Lives Down the Lane) är en kanadensisk-amerikansk-fransk skräckfilm från 1976 i regi av Nicolas Gessner.

## Handling
Rynn är en 13-årig flicka som bor i ett hus hennes pappa nyligen hyrt på USA:s östkust. Flera personer från staden kommer och är nyfikna – den påstridiga hyresvärdinnan, hennes son, som tycker mycket om små flickor, och en snäll och välmenande polis. Men Rynns pappa är alltid antingen upptagen eller bortrest och visar sig aldrig. Det verkar som om den lilla flickan är alldeles ensam, och de nyfikna besökarna försöker ta reda på vad det är hon döljer.

## Om filmen
Filmen är baserad på en bok av Laird Koenig, som även skrev filmens manus. 
Jodie Foster var tretton år då filmen gjordes, och hon vägrade framträda naken. Hennes äldre syster, Connie Foster, användes under nakenscenerna. 

## Rollista i urval
- Jodie Foster - Rynn Jacobs
- Martin Sheen - Frank Hallet
- Alexis Smith - Mrs. Cora Hallet
- Mort Shuman - Ron Miglioriti
- Scott Jacoby - Mario